# Cremera
Cremera är en 36,7 kilometer lång biflod till Tibern i den italienska regionen Lazio. Den går förbi Sacrofano, Formello och Campagnano di Roma innan den mynnar i Tibern omkring 10 kilometer norr om Rom. 
Cremera har identifierats som samma vattendrag som "Fosso della Valchetta", då Titus Livius nämner dess närhet till Saxa Rubra omkring 11 kilometer norr om Rom på Via Flaminia.
Floden är bland annat känd för slaget vid Cremera, där trehundra medlemmar av den romerska ätten Fabius dog i ett krig mot den etruskiska staden Veji på 400-talet f.Kr.